# Rehberge (stacja metra)
Rehberge – stacja metra w Berlinie na linii U6, w dzielnicy Wedding, w okręgu administracyjnym Mitte. Stacja została otwarta 3 maja 1956.